# Manuel Akanji
Manuel Obafemi Akanji (n. 19 iulie 1995, Neftenbach, Elveția) este un fotbalist elvețian. Joacă ca fundaș central la Manchester City în Premier League din Anglia și la naționala Elveției.

## Carieră

### Basel
Pe 15 aprilie 2015, a fost anunțat că Akanji se va transfera la Basel pentru sezonul 2015-2016 din Superliga Elvețiană. Și-a făcut debutul în competiție pe 26 septembrie 2015. Cu antrenorul Urs Fischer, Akanji a câștigat campionatul elvețian în sezonul 2015–16 și 2016–17 pentru a doua oară. Pentru club, acesta a fost al optulea titlu la rând și al 20-lea titlu de campionat în total. Au câștigat și Cupa Elveției pentru a doisprezecea oară, ceea ce a însemnat dubla pentru a șasea oară în istoria clubului.

### Borussia Dortmund
Akanji a fost transferat la Borussia Dortmund pe 15 ianuarie 2018 în perioada de transferuri de iarnă pentru o sumă raportată de 18 milioane de euro. A semnat un contract de patru ani și jumătate, până în iunie 2022. Pe 27 septembrie, Akanji a marcat primul său gol pentru club și primul său gol în Bundesliga într-o victorie cu 7-0 împotriva lui FC Nürnberg. Akanji a fost criticat pentru erorile sale costisitoare în timpul provocării eșuate a lui Dortmund cu Bayern în sezonul 2019-20. Akanji a fost unul dintre principalii jucători evidențiați ca o verigă slabă în echipă.

### Manchester City
La 1 septembrie 2022, Akanji s-a alăturat campionilor din Premier League, Manchester City, semnând un contract până în 2027 pentru o sumă de 15 milioane de lire sterline. Și-a făcut debutul pentru City cinci zile mai târziu, începând cu o victorie de 4-0 în deplasare cu Sevilla în faza grupelor de UEFA Champions League. Și-a făcut debutul în Premier League pe 17 septembrie, începând cu o victorie cu 3-0 în deplasare împotriva lui Wolverhampton Wanderers.